# Kırıkhan (district)
Kırıkhan is een Turks district in de provincie Hatay en telt 99.866 inwoners (2007). Het district heeft een oppervlakte van 843,4 km². Hoofdplaats is Kırıkhan.
De bevolkingsontwikkeling van het district is weergegeven in onderstaande tabel.
| 1997    | 2000   | 2007   | 2012    | 2017    |
| ------- | ------ | ------ | ------- | ------- |
| 120.374 | 98.530 | 99.866 | 106.452 | 113.096 |

Kırıkhan werd zwaar getroffen door de aardbeving in Turkije en Syrië op 6 februari 2023. Het lokale ziekenhuis werd onstabiel en dus onbruikbaar. B-Fast opende er een veldhospitaal.